# Johann von Hille
Johann von Hille (* um 1609 in Hildesheim; † 18. März 1684 vermutlich im Raum Königsberg), ursprüngliche Schreibweise vermutlich Johann Hillenius, war ein brandenburgischer Kavallerieoffizier und Kommandeur der brandenburgischen Flottille, Vorläuferin der Kurbrandenburgischen Marine.

## Dienstliche Tätigkeit
Über von Hille ist lediglich bekannt, dass er aus bürgerlichen Verhältnissen in Hildesheim stammte und erst im brandenburgischen Dienst geadelt wurde. Das exakte Geburtsdatum einschließlich des Geburtsjahrs ist bislang (Stand 2019) unbekannt. Nach dem Rupinschen Lehnbuch erwarb er 1647 noch als Rittmeister Johann Hillenius aus Hildesheim einen Anteil an dem Landgut Schönermark.
1656 war von Hille als Obrist Chef einer Kavallerie-Eskadron unter Georg von Derfflinger. Im April 1657 wurde er aufgrund seiner für brandenburgische Verhältnisse umfangreichen Kenntnisse in der Seefahrt und im Schiffbau, die er in den Sieben Provinzen erworben hatte, von Kurfürst Friedrich Wilhelm beauftragt, die „Aufsicht über die Herrichtung und Armierung der kurfürstlichen Kriegsschiffe“ zu übernehmen. Offenbar hatte von Hille auch in niederländischen Kriegsdiensten gestanden. So besaß er detaillierte Kenntnisse über die Befestigungsanlagen auf Java.
Bei der Übernahme des Kommandos über die kurfürstliche Flottille im Mai 1657 bestand diese lediglich aus drei Schiffen, der Fregatte Clevischer Lindenbaum, der Fleute Churfürst von Brandenburg und der so genannten Lübischen Schute. Von Hille baute die Flottille 1657/58 weiter aus, die schließlich 30 Einheiten umfasste. Sie kam im Zweiten Nordischen Krieg zum Einsatz. Einzelheiten von der Tätigkeit von Hilles sind nicht überliefert. In der Winterzeit, wenn die maritimen Operationen eingestellt wurden, kommandierte er Landtruppen.
Nach dem Friedensschluss von Oliva 1660 wurde die Flottille stark reduziert, von Hille war allerdings weiterhin als Schiffsdirektor tätig. Unklar wann, übernahm er wieder Kommandos an Land, so als Kommandant von Braunsberg und später als Gouverneur der Festung Groß Friedrichsburg mit der gleichzeitigen Funktion des Artilleriedirektors in Königsberg.
Von Hille verstarb nach längerer Krankheit am 18. März 1684, offenbar 75 oder 76 Jahr alt, vermutlich in Königsberg.

## Privatleben
Seine erste Ehefrau war eine holländische Witwe, die er vermutlich in Batavia geheiratet hatte. Sie starb Mitte der 1660er Jahre in Königsberg und wurde in der Burgkirche bestattet. Anschließend hatte er Beziehungen zu einer Maria Klein. Aus dem Verhältnis ging ein Kind hervor, das vom Kurfürsten legitimiert wurde. 1673 heiratete von Hille erneut eine Witwe, die Tochter des Hof-Gerichts-Advokaten Peter Weger. Aus der Ehe gingen zwei Töchter hervor. Über weitere Nachfahren ist nichts bekannt.